# Hoa hậu Hoàn vũ 2011
Hoa hậu Hoàn vũ 2011 cũng là lễ kỷ niệm lần thứ 60 của cuộc thi Hoa hậu Hoàn vũ, được tổ chức vào ngày 12 tháng 9 năm 2011 tại Citibank Hall, São Paulo, Brazil. Leila Lopes đến từ Angola giành chiến thắng và được trao vương miện bởi Hoa hậu Hoàn vũ 2010 Ximena Navarrete đến từ Mexico. Lopes trở thành người phụ nữ châu Phi thứ tư giành được danh hiệu sau Nam Phi năm 1978, Namibia năm 1992 và Botswana năm 1999. Cuộc thi có tất cả 89 thí sinh đến từ các quốc gia và vùng lãnh thổ, vượt qua kỷ lục trước đó là 86 thí sinh tham dự vào năm 2006.

## Các kết quả

### Thứ hạng
| Kết quả              | Thí sinh |
| -------------------- | --- |
| Hoa hậu Hoàn vũ 2011 | - Angola – Leila Lopes |
| Á hậu 1              | - Ukraine – Olesia Stefanko |
| Á hậu 2              | - Brazil – Priscila Machado |
| Á hậu 3              | - Philippines – Shamcey Supsup |
| Á hậu 4              | - Trung Quốc – La Tử Lâm |
| Top 10               | - Úc – Scherri-Lee Biggs - Pháp – Laury Thilleman - Costa Rica – Johanna Solano - Panama – Sheldry Sáez - Bồ Đào Nha – Laura Gonçalves §                                     |
| Top 16               | - Colombia – Catalina Robayo - Kosovo – Afërdita Dreshaj - Hà Lan – Kelly Weekers - Puerto Rico – Viviana Ortiz - Hoa Kỳ – Alyssa Campanella - Venezuela – Vanessa Gonçalves |

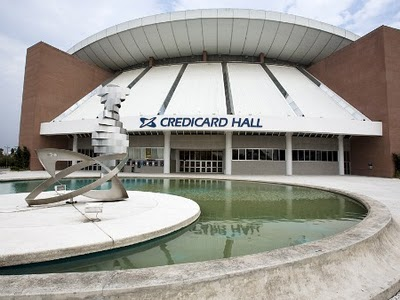
Citibank Hall, địa điểm chính thức diễn ra cuộc thi Hoa hậu Hoàn vũ 2011.

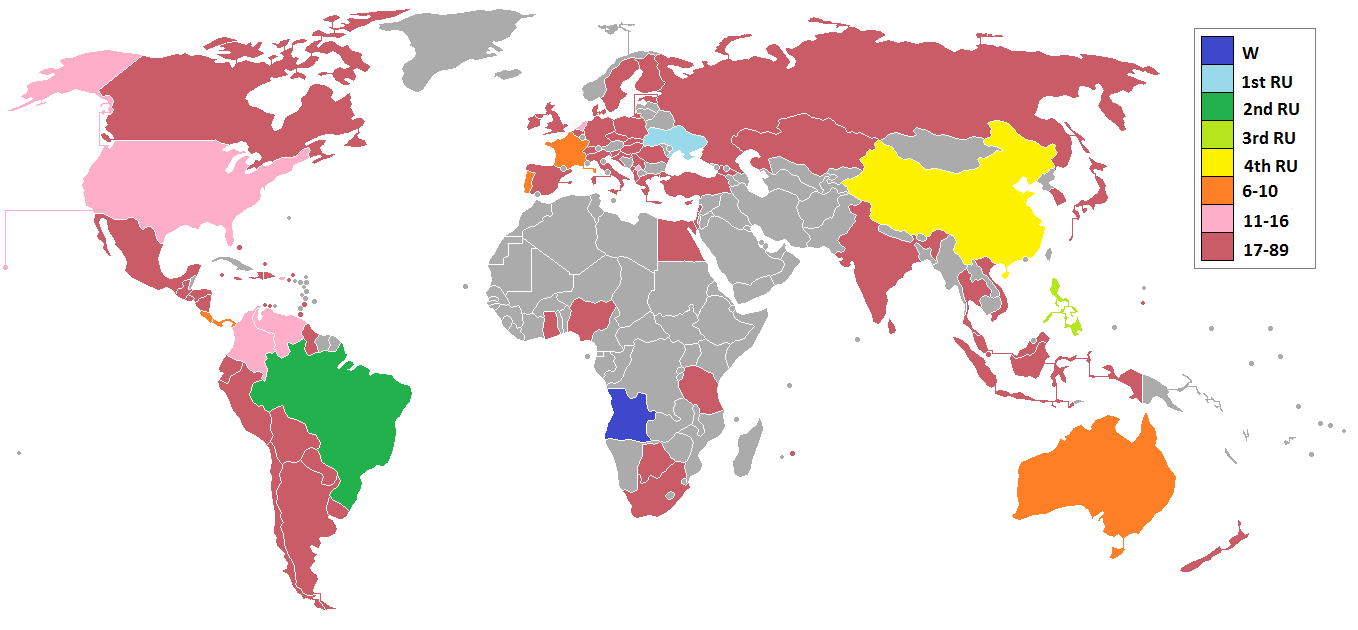
Các quốc gia và vùng lãnh thổ tham gia Hoa hậu Hoàn vũ 2011 và kết quả.

§: Thí sinh được vào thẳng Top 16 do bình chọn từ khán giả.

### Các giải thưởng đặc biệt
| Giải thưởng                 | Thí sinh                       |
| --------------------------- | ------------------------------ |
| Hoa hậu Thân thiện          | - Montenegro – Nikolina Lončar |
| Hoa hậu Ảnh                 | - Thụy Điển – Ronnia Fornstedt |
| Trang phục dân tộc đẹp nhất | - Panama – Sheldry Sáez        |

### Trang phục dân tộc đẹp nhất
| Kết quả     | Thí sinh |
| ----------- | --- |
| Chiến thắng | - Panama – Sheldry Sáez |
| Top 10      | - Bolivia – Olivia Pinheiro - Curaçao – Evalina Van Putten - Nhật Bản – Maria Kamiyama - Mexico – Karin Ontiveros - Nigeria – Sophie Kemal - Tanzania – Nelly Kamvelu - Thái Lan – Chanasorn Sakhonchan - Trinidad and Tobago – Gabrielle Walcott - Venezuela – Vanessa Gonçalves |

### Thứ tự công bố
| 1. Pháp 2. Kosovo 3. Colombia 4. Trung Quốc 5. Angola 6. Úc 7. Puerto Rico 8. Brazil 9. Hà Lan 10. Hoa Kỳ 11. Ukraine 12. Panama 13. Costa Rica 14. Bồ Đào Nha 15. Philippines 16. Venezuela | 1. Úc 2. Costa Rica 3. Pháp 4. Ukraine 5. Bồ Đào Nha 6. Panama 7. Philippines 8. Angola 9. Trung Quốc 10. Brazil | 1. Ukraine 2. Philippines 3. Trung Quốc 4. Brazil 5. Angola |

## Nhạc nền
- Phần mở đầu: "Super Bass" của Nicki Minaj, "Run The World (Girls)" của Beyonce Knowles
- Phần thi áo tắm: "Locomotion" của Claudia Leitte (Trình diễn trực tiếp)
- Phần thi trang phục dạ hội: "Close Your Eyes" của Bebel Gilberto (Trình diễn trực tiếp)

## Giám khảo

### Sơ khảo
- Ana Paula Junqueira[4]
- BJ Coleman[5]
- Francesca Romana Diana[6]
- Jimmy Nguyen[7]
- Lara Spotts[8]
- Matheus Mazzafera[9]
- Scott Lazerson[10]

### Chung kết
Có tổng cộng 07 giám khảo trong đêm chung kết.
- Hélio Castroneves [11][12] - tay đua xe ô tô người Brazil
- Connie Chung [11][12] - nhà báo người Mỹ
- Isabeli Fontana [11][12] - người mẫu Brazil
- Vivica A. Fox [11][12] - nữ diễn viên, nhà sản xuất và người dẫn chương trình truyền hình người Mỹ
- Adrienne Maloof [11][12] - nữ doanh nhân người Mỹ
- Lea Salonga [11][12] - ca sĩ, diễn viên và nhà báo chuyên mục người Filipina
- Amelia Vega – Hoa hậu Hoàn vũ 2003 đến từ Cộng hòa Dominican [11][12]

## Thí sinh tham gia
Cuộc thi có tổng cộng 89 thí sinh:
| Quốc gia/Lãnh thổ        | Thí sinh               | Tuổi | Chiều cao           | Quê quán         |
| ------------------------ | ---------------------- | ---- | ------------------- | ---------------- |
| Albania                  | Xhesika Berberi        | 24   | 1,75 m (5 ft 9 in)  | Shkodër          |
| Angola                   | Leila Lopes            | 25   | 1,78 m (5 ft 10 in) | Benguela         |
| Argentina                | Natalia Rodríguez      | 24   | 1,73 m (5 ft 8 in)  | Buenos Aires     |
| Aruba                    | Gillain Berry          | 24   | 1,75 m (5 ft 9 in)  | Oranjestad       |
| Úc                       | Scherri-Lee Briggs     | 20   | 1,75 m (5 ft 9 in)  | Perth            |
| Bahamas                  | Anastagia Pierre       | 22   | 1,78 m (5 ft 10 in) | Nassau           |
| Bỉ                       | Justine de Jonckheere  | 18   | 1,73 m (5 ft 8 in)  | Wevelgem         |
| Bolivia                  | Olivia Pinheiro        | 27   | 1,73 m (5 ft 8 in)  | Santa Cruz       |
| Botswana                 | Larona Kgabo           | 25   | 1,73 m (5 ft 8 in)  | Gaborone         |
| Brazil                   | Priscila Machado       | 25   | 1,75 m (5 ft 9 in)  | Farroupilha      |
| Quần đảo Virgin (Anh)    | Sheroma Hodge          | 26   | 1,75 m (5 ft 9 in)  | Road Town        |
| Canada                   | Chelsae Durocher       | 20   | 1,75 m (5 ft 9 in)  | Tecumseh         |
| Quần đảo Cayman          | Cristin Alexander      | 23   | 1,83 m (6 ft 0 in)  | George Town      |
| Chile                    | Vanessa Ceruti         | 25   | 1,78 m (5 ft 10 in) | Santiago         |
| Trung Quốc               | La Tử Lâm              | 24   | 1,83 m (6 ft 0 in)  | Thượng Hải       |
| Colombia                 | Catalina Robayo        | 22   | 1,73 m (5 ft 8 in)  | Cali             |
| Costa Rica               | Johanna Solano         | 21   | 1,73 m (5 ft 8 in)  | Escazu           |
| Croatia                  | Natalija Prica         | 22   | 1,75 m (5 ft 9 in)  | Zagreb           |
| Curaçao                  | Evanlia van Putten     | 18   | 1,80 m (5 ft 11 in) | Willemstad       |
| Síp                      | Andri Karantoni        | 18   | 1,70 m (5 ft 7 in)  | Larnaca          |
| Cộng hòa Séc             | Jitka Nováčková        | 19   | 1,75 m (5 ft 9 in)  | České Budějovice |
| Đan Mạch                 | Sandra Amer            | 21   | 1,70 m (5 ft 7 in)  | Copenhagen       |
| Cộng hòa Dominica        | Dalia Fernández        | 19   | 1,80 m (5 ft 11 in) | Santiago         |
| Ecuador                  | Claudia Schiess        | 21   | 1,73 m (5 ft 8 in)  | Santa Cruz       |
| Ai Cập                   | Sara El-Khouly         | 23   | 1,73 m (5 ft 8 in)  | Alexandria       |
| El Salvador              | Mayra Aldana           | 24   | 1,70 m (5 ft 7 in)  | San Salvador     |
| Estonia                  | Madli Vilsar           | 20   | 1,80 m (5 ft 11 in) | Kuresaare        |
| Phần Lan                 | Pia Pakarinen          | 20   | 1,70 m (5 ft 7 in)  | Vantaa           |
| Pháp                     | Laury Thilleman        | 20   | 1,80 m (5 ft 11 in) | Brest            |
| Georgia                  | Eka Gurtskaia          | 25   | 1,80 m (5 ft 11 in) | Tbilisi          |
| Đức                      | Valeria Bystritskaia   | 25   | 1,75 m (5 ft 9 in)  | Kalsruhe         |
| Ghana                    | Yayra Erica Nego       | 26   | 1,73 m (5 ft 8 in)  | Accra            |
| Anh Quốc                 | Chloe-Beth Morgan      | 25   | 1,70 m (5 ft 7 in)  | Cwmbran          |
| Hy Lạp                   | Iliana Papageorgiou    | 20   | 1,78 m (5 ft 10 in) | Patra            |
| Guam                     | Sayna Jo Afaisen       | 23   | 1,65 m (5 ft 5 in)  | Inaraian         |
| Guatemala                | Alejandra Barillas     | 25   | 1,78 m (5 ft 10 in) | Zacapa           |
| Guyana                   | Kara Lord              | 23   | 1,73 m (5 ft 8 in)  | Georgetown       |
| Haiti                    | Anedie Azael           | 22   | 1,78 m (5 ft 10 in) | Port-au-Prince   |
| Honduras                 | Suzette Gomez          | 22   | 1,70 m (5 ft 7 in)  | Cortés           |
| Hungary                  | Betta Lipcsei          | 23   | 1,73 m (5 ft 8 in)  | Szarvas          |
| Ấn Độ                    | Vasuki Sunkavali       | 26   | 1,73 m (5 ft 8 in)  | Hyderabad        |
| Indonesia                | Nadine Ames            | 20   | 1,70 m (5 ft 7 in)  | Jakarta          |
| Ireland                  | Aoife Hannon           | 19   | 1,78 m (5 ft 10 in) | Listowel         |
| Israel                   | Kim Edri               | 18   | 1,75 m (5 ft 9 in)  | Sderot           |
| Ý                        | Elisa Torrini          | 22   | 1,80 m (5 ft 11 in) | Roma             |
| Jamaica                  | Shakira Martin         | 25   | 1,73 m (5 ft 8 in)  | Kingston         |
| Nhật Bản                 | Maria Kamiyama         | 23   | 1,70 m (5 ft 7 in)  | Tokyo            |
| Kazakhstan               | Valeriya Aleinikova    | 22   | 1,75 m (5 ft 9 in)  | Almaty           |
| Hàn Quốc                 | Jung So-ra             | 20   | 1,70 m (5 ft 7 in)  | Seoul            |
| Kosovo                   | Aferdita Dreshaj       | 25   | 1,80 m (5 ft 11 in) | Pristina         |
| Liban                    | Yara Khoury-Mikhael    | 19   | 1,75 m (5 ft 9 in)  | Beirut           |
| Malaysia                 | Deborah Priya Henry    | 26   | 1,75 m (5 ft 9 in)  | Kuala Lumpur     |
| Mauritius                | Laetitia Darche        | 20   | 1,75 m (5 ft 9 in)  | Flic en Flac     |
| México                   | Karin Ontiveros        | 22   | 1,80 m (5 ft 11 in) | Amatitán         |
| Montenegro               | Nikolina Loncar        | 18   | 1,78 m (5 ft 10 in) | Pljevlja         |
| Hà Lan                   | Kelly Weekers          | 21   | 1,80 m (5 ft 11 in) | Maastricht       |
| New Zealand              | Priyani Puketapu       | 20   | 1,73 m (5 ft 8 in)  | Wellington       |
| Nicaragua                | Adriana Dorn           | 24   | 1,75 m (5 ft 9 in)  | Managua          |
| Nigeria                  | Sophie Gemal           | 22   | 1,73 m (5 ft 8 in)  | Abuja            |
| Panama                   | Sheldry Sáez           | 19   | 1,73 m (5 ft 8 in)  | Chitré           |
| Paraguay                 | Alba Riquelme          | 20   | 1,80 m (5 ft 11 in) | Asunción         |
| Perú                     | Natalie Vertíz         | 19   | 1,83 m (6 ft 0 in)  | Lima             |
| Philippines              | Shamcey Supsup         | 25   | 1,70 m (5 ft 7 in)  | General Santos   |
| Ba Lan                   | Rozalia Mancewicz      | 24   | 1,75 m (5 ft 9 in)  | Bialystok        |
| Bồ Đào Nha               | Laura Goncalves        | 22   | 1,75 m (5 ft 9 in)  | Lisbon           |
| Puerto Rico              | Viviana Ortiz          | 24   | 1,75 m (5 ft 9 in)  | Corozal          |
| Romania                  | Larisa Popa            | 24   | 1,75 m (5 ft 9 in)  | Slatina          |
| Nga                      | Natalia Gantimurova    | 19   | 1,80 m (5 ft 11 in) | Moskva           |
| Serbia                   | Anja Šaranović         | 22   | 1,78 m (5 ft 10 in) | Belgrade         |
| Singapore                | Valerie Lim            | 25   | 1,80 m (5 ft 11 in) | Singapore        |
| Slovakia                 | Dagmar Kole Sárová     | 20   | 1,78 m (5 ft 10 in) | Revúca           |
| Slovenia                 | Ema Jagodic            | 21   | 1,75 m (5 ft 9 in)  | Ljublijana       |
| Nam Phi                  | Bokang Montjane        | 24   | 1,73 m (5 ft 8 in)  | Johannesburg     |
| Tây Ban Nha              | Paula Guilló           | 22   | 1,80 m (5 ft 11 in) | Elche            |
| Sri Lanka                | Setphanie Siriwardhana | 23   | 1,68 m (5 ft 6 in)  | Colombo          |
| St. Lucia                | Joy-Ann Biscette       | 25   | 1,73 m (5 ft 8 in)  | Castries         |
| Thụy Điển                | Ronnia Fornstedt       | 20   | 1,80 m (5 ft 11 in) | Södertälje       |
| Thụy Sĩ                  | Kerstin Cook           | 22   | 1,80 m (5 ft 11 in) | Kriens           |
| Tanzania                 | Nelly Kamwelu          | 18   | 1,73 m (5 ft 8 in)  | Dar Es Salaam    |
| Thái Lan                 | Chanyasorn Sakornchan  | 20   | 1,73 m (5 ft 8 in)  | Chonburi         |
| Trinidad và Tobago       | Gabrielle Walcott      | 27   | 1,70 m (5 ft 7 in)  | Port of Spain    |
| Thổ Nhĩ Kỳ               | Melisa Asli Pamuk      | 20   | 1,75 m (5 ft 9 in)  | Istanbul         |
| Quần đảo Turks và Caicos | Easher Parker          | 19   | 1,68 m (5 ft 6 in)  | Providenciales   |
| Ukraine                  | Olesia Stefanko        | 22   | 1,75 m (5 ft 9 in)  | Odessa           |
| Uruguay                  | Fernanda Semino        | 18   | 1,68 m (5 ft 6 in)  | Montevideo       |
| Hoa Kỳ                   | Alyssa Campanella      | 21   | 1,73 m (5 ft 8 in)  | California       |
| Quần đảo Virgin (Mỹ)     | Alexandrya Evans       | 25   | 1,65 m (5 ft 5 in)  | Saint Croix      |
| Venezuela                | Vanessa Gonçalves      | 25   | 1,78 m (5 ft 10 in) | Caracas          |
| Việt Nam                 | Vũ Thị Hoàng My        | 23   | 1,73 m (5 ft 8 in)  | Đồng Nai         |

## Thông tin về các cuộc thi quốc gia

### Trở lại
- Lần cuối tham gia vào năm 2002:
  -  Bồ Đào Nha
- Lần cuối tham gia vào năm 2006:
  -  Chile
- Lần cuối tham gia vào năm 2007:
  -  St. Lucia
- Lần cuối tham gia vào năm 2008:
  -  Quần đảo Turks và Caicos
- Lần cuối tham gia vào năm 2009:
  -  Quần đảo Cayman
  -  Estonia
  -  Montenegro
  -  Việt Nam

### Bỏ cuộc
- Na Uy – Cuộc thi Hoa hậu Na Uy 2011 được tổ chức vào ngày 28 tháng 8, kể từ ngày các thí sinh dự thi vào ngày 18 tháng 8. Tổ chức hoa hậu Na Uy quyết định rằng Sara Nicole Andersen, Hoa hậu Hoàn vũ Na Uy 2011 sẽ tham gia Hoa hậu Hoàn vũ 2012 và chính thức rút lui tại Hoa hậu Hoàn vũ 2011.
- Zambia – Không cuộc thi nào được tổ chức.
- Zimbabwe – Lisa Morgan không tham gia cuộc thi không rõ lý do.

### Thay thế
- Curaçao – Evalina van Putten đã thay thế Monifa Jansen vì Jansen đã không đáp ứng các yêu cầu về tuổi của Tổ chức Hoa hậu Hoàn vũ. Jansen được sinh ra vào tháng 3 năm 1993.[13]
- El Salvador – Mayra Aldana thay thế Alejandra Ochoa sau khi Alejandra bị bệnh đường hô hấp kinh niên và không thể tham dự.[14]

### Chỉ định
- Đan Mạch – Sandra Amer được chỉ định làm Hoa hậu Hoàn vũ Đan Mạch 2011 sau khi một cuộc tuyển chọn đã diễn ra.
- Ai Cập – Sara El-Khouly được chỉ định làm Hoa hậu Hoàn vũ Ai Cập năm 2011 sau khi cuộc thi quốc gia không được tổ chức do cuộc khủng hoảng chính trị. Trước đó cô là Hoa hậu Thế giới Ai Cập 2010.
- Hy Lạp – Iliana Papageorgiou được tổ chức "Star Hellas" chỉ định làm đại diện cho Hy Lạp tại Hoa hậu Hoàn vũ 2011.
- Guatemala – Alejandra Barillas được chỉ định làm Hoa hậu Hoàn vũ Guatemala 2011 trong một buổi lễ. Barillas là người đại diện ban đầu cho cuộc thi Hoa hậu Hoàn vũ 2010 nhưng do chấn thương mà cô ấy không thể tham dự. Á hậu 1 năm đó là Jessica Scheel đã thay thế cô tham gia và lọt vào Top 10.
- Kazakhstan – Valeriya Aleinikova được chỉ định làm đại diện cho Kazakhstan sau khi tổ chức Hoa hậu Kazakhstan hủy bỏ nhượng quyền thương mại và một tổ chức mới đã tiếp quản.
- Montenegro – Nikolina Loncar được chỉ định làm đại diện cho Montenegro sau khi cô không thể thi đấu trong năm 2010 do không đáp ứng được yêu cầu về độ tuổi.
- Việt Nam – Vũ Thị Hoàng My được chỉ định làm đại diện cho Việt Nam sau khi các nhà tổ chức cuộc thi không thể tổ chức một cuộc thi sắc đẹp nào khác và Hoa hậu Việt Nam 2006 Mai Phương Thúy từ chối tham gia cuộc thi. Quyết định được đưa ra bởi Bộ trưởng Bộ Văn Hóa - Thể thao và Du lịch Việt Nam, người duy nhất có quyền cho phép thí sinh Việt Nam đi thi bất kỳ cuộc thi quốc tế nào. Cô là Á hậu 1 cuộc thi Hoa hậu Việt Nam 2010.

## Truyền thông quốc tế
- Úc - Seven Network
- Bolivia - Unitel
- Brazil - Rede Bandeirantes
- Chile - TNT
- Colombia - Caracol TV
- Costa Rica - Teletica
- Cộng hòa Dominica - Telemicro
- Ecuador - Canal Uno
- Pháp - Paris Premiere
- Hồng Kông - TVB Pearl, STAR World
- Ấn Độ - Zee Cafe
- Indonesia - Indosiar, B-Channel (LIVE), STAR World, SCTV, Trans 7
- Mexico - Televisa
- Nicaragua - Televicentro
- Panama - Telemetro
- Perú - Global TV
- Philippines - ABS-CBN
- Singapore - MediaCorp Channel 5
- Thái Lan - Channel 7
- Trinidad và Tobago - TNT
- Hoa Kỳ - NBC
- Venezuela - Venevision
- Việt Nam - STAR World